# Política de preços mínimos
O preço mínimo é uma imposição governamental ou de grupos privados, através de regulações ou impostos, que tem como fim o estabelecimento de uma remuneração mínima a uma mercadoria qualquer. Para um preço mínimo ser eficaz, ele obrigatoriamente deve ser maior do que o preço de equilíbrio do mercado.

## Eficácia do preço-piso

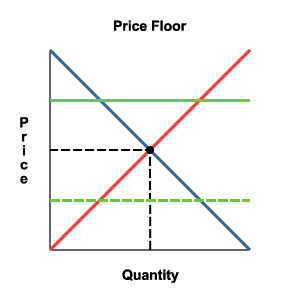
Na linha tracejada verde está um preço mínimo ineficaz, abaixo do preço de equilíbrio.

O preço-piso deve ser fixado acima do preço de equilíbrio de livre mercado. No gráfico à direita, a linha tracejada verde representa um preço mínimo fixado abaixo do preço de livre mercado. Neste caso, o piso não tem efeito prático. O governo ou a empresa ordenou um preço mínimo, mas o mercado já tem um preço mais elevado.
A fixação de um piso aos preços do mercado traz consigo inúmeros efeitos, mas o principal é a redução do excedente do consumidor. Juntos, esses efeitos significam que agora há um excesso de oferta (conhecido como superávit) do produto no mercado. Para manter o patamar de preços a longo prazo, o governo poderá ter de tomar medidas para eliminar esse excedente que o produtor está acumulando.

### O salário mínimo
Um exemplo histórico atual de um piso de preços, são as leis de salário mínimo, leis especificando o menor salário que uma empresa deve pagar a um trabalhador (o trabalhador, no caso específico, é um fornecedores de mão de obra e a empresa é a consumidora). Quando o salário mínimo é superior ao preço de equilíbrio de mercado, haverá desemprego para os trabalhadores sem qualificação. O salário mínimo acima do salário de equilíbrio induz os empregadores a contratar menos trabalhadores, bem como pressionar mais pessoas a entrarem no mercado de trabalho formando um exército de reserva, o resultado é um excesso de mão de obra disponível. O salário de equilíbrio para o trabalhador seria definido pela habilidade e capacitação do mesmo, juntamente com as condições do mercado.

## Aplicações do preço mínimo
O preço mínimo é habitualmente visto na agricultura. Muitas vezes, o governo pretende manter os preços elevados dos produtos agrícolas para manter um certo nível de emprego na agricultura. Para limitar o excesso de oferta, porém, os governos muitas vezes dão subsídios para que os agricultores não plantem, isso pode ser conhecido como um cheque de subvenção.
Preço pisos também são normalmente impostas à indústria hoteleira. Muitas jurisdições ordenam que os estabelecimentos licenciados devem cobrar um preço mínimo por bebidas alcoólicas em um esforço para evitar o excesso de consumo. Se os preços mínimos estão demasiado altos podem induzir as pessoas a beber em locais não licenciados, onde o consumo é menos controlado.

### Agricultura no Brasil
A Política de Garantia de Preços Mínimos, PGPM, lançada em 1966, ainda exerce papel relevante na política agrícola brasileira e, consequentemente, nas decisões do produtor sobre o plantio, atenuando as oscilações de preços, que são característica do mercado agrícola. Por meio de instrumentos como a aquisição e o empréstimo, o Governo atua comprando o excedente ou financiando a estocagem, sempre que o preço de mercado se situa abaixo do preço mínimo. O preço mínimo é definido pelo governo para os produtos das safras regionais e de safra de verão, que pode ocorrer por meio de operações de compra, de equalização de preços ou de financiamento. A atuação governamental é feita quando o preço de mercado está abaixo do mínimo nas regiões produtoras.
As políticas de garantia de preço mínimo influenciam a decisão do produtor na definição da produção, interferindo consequentemente no uso e na intensidade dos fatores produtivos. Os produtores rurais podem se utilizar do preço mínimo para decidir em quais culturas irão investir, mas também podem optar pela opção de já garantirem preço negociando Bolsa de Mercados Futuros, e se precaver de futuras quedas no preço.
A participação do governo na produção agrícola aumenta a renda dos produtores e a competitividade junto ao mercado externo. Um exemplo dessas iniciativas do governo é a possibilidade do produtor rural recuperar seus créditos de ICMS, isso irá reduzir custos e aumentar a competitividade, aumentando a renda nas pequenas e grandes propriedades. Contudo essa política gera inevitavelmente prejuízos ao consumidor final, pois o obriga a pagar mais por uma determinada mercadoria, e reduz consequentemente seu excedente total.

### Agricultura na União Europeia
Anteriormente, pisos de preços na agricultura eram comuns em toda a Europa. Atualmente a União Europeia usa um método "suave": se o preço cai e fica abaixo do preço de intervenção, a União Europeia compra o produto a tal ponto, que essa diminuição na oferta eleva o preço para o nível dos preços de intervenção. Devido a isso, as "montanhas de manteiga" (aquisições de manteiga de agricultores), estão agora em depósitos de alimentos da UE. Devido a esse problema, a UE pretende parar de fazer controle de preços e concessão de subsídios para os agricultores, independentemente do que é produzido, de modo a não causar quaisquer efeitos indesejáveis sobre a economia.[carece de fontes?]